# ماري برونر
ماري برونر (بالإنجليزية: Mary Brunner)‏ هي أمينة مكتبة أمريكية، ولدت في 17 ديسمبر 1943 في يو كلير في الولايات المتحدة.